# Homerville
Homerville é uma cidade localizada no estado americano de Geórgia, no Condado de Clinch.

## Demografia
Segundo o censo americano de 2000, a sua população era de 2803 habitantes.
Em 2006, foi estimada uma população de 2777, um decréscimo de 26 (-0.9%).

## Geografia
De acordo com o United States Census Bureau tem uma área de 5,7 km², dos quais 5,7 km² cobertos por terra e 0,0 km² cobertos por água.

## Localidades na vizinhança
O diagrama seguinte representa as localidades num raio de 44 km ao redor de Homerville.